# 2019年查亞普拉水災及山泥傾瀉
2019年查亞普拉水災和山泥傾瀉發生在2019年3月16日和17日，暴雨引發暴洪令印度尼西亚巴布亚省查亚普拉县出現水浸。另外查亚普拉在數小時後發生山泥傾瀉。兩宗天災一共造成超過104人身亡。

## 事件
一場暴雨影響巴布亞省後，隨即發生山洪暴發，影響查亚普拉县的仙谷，其後更加出現山泥傾瀉。暴洪在當地時間晚上大約9時30分開始。據印度尼西亞國家災害管理委員會發言人蘇鐸寶·蒲窩·努格羅霍認為起因是位於獨眼巨人山的堰塞湖出現崩潰，令被阻截的大量河水湧向下游。山洪夾雜樹木和大石，因而造成嚴重損害。不久以後，榛子河便出現水位上升，導致河旁建築物被水淹浸。查亞普拉攝政王馬菲士·亞倭投表示水浸是因獨眼巨人山的環境破壞所致。
另外，3月17日凌晨0時15分，查亚普拉市發生山泥傾瀉，類近於前一日的水災，山泥傾瀉是因暴雨所引起。

## 傷亡
|             | 死亡 | 死亡 | 死亡 | 受傷   | 受傷   | 受傷   | 失蹤   | 參考文獻 |
| 县          | 市   | 總共 | 重傷 | 輕傷   | 總共   |        | 失蹤   | 參考文獻 |
| ----------- | ---- | ---- | ---- | ------ | ------ | ------ | ------ | -------- |
| 3月17日中午 | 63   | 7    | 70   | 30     | 75     | 105    | 无资料 | [ 10 ]   |
| 3月18日日間 | 66   | 7    | 73   | 无资料 | 无资料 | 无资料 | 60     | [ 11 ]   |
| 3月19日黃昏 | 82   | 7    | 89   | 84     | 75     | 159    | 74     | [ 2 ]    |
| 3月19日晚間 | 85   | 7    | 92   | 84     | 75     | 159    | 75     | [ 12 ]   |
| 3月20日     | 97   | 7    | 104  | 85     | 75     | 160    | 79     | [ 1 ]    |

仙谷是最受影響的地區，至少51人身亡。大部分死者的屍體都被送到查亞普拉的巴揚卡拉醫院，讓親人認屍和帶回屍體。
3月20日，其中40名未能辨認身份的遺體秘埋藏在萬人塚。

## 影響
县內超過9500人被逼離開家園，三個行政區、11725戶受影響。水災影響9個村落、損壞3座橋樑，淹沒超過150間房屋。杜邦疏羅（Dobonsolo）、杜佑巴魯（Doyobaru）和熙尼貢比（Hini Kumbi）是重災區。巴布亞警方紀錄指350間房屋、排水系統和其他公共設施都遭到嚴重破壞。仙谷榛子道路因水浸而被切斷。
仙谷的雅梵蒂杜佑（Adventis Doyo）升降場亦被水浸破壞，停泊在該處的一架直升機和德哈維蘭加拿大DHC-6運輸機受損。仙谷国际机场在附近地區被水淹沒的情况下，仍然運作正常。

## 回應
查亞普拉县政府辦公室成立緊急指揮中心和臨時避難所，巴布亞省政府宣布進入兩星期的緊急狀態。第17軍區司令部派出2個工程排和6個步兵連，協助疏散災民和管理災區。總共，大約1900名緊急人員和義工被派往災區。